# Bukovo (Nordmakedonien)
Bukovo är en ort i Nordmakedonien. Den ligger i kommunen Bitola, i den södra delen av landet, 110 kilometer söder om huvudstaden Skopje. Bukovo ligger 725 meter över havet och antalet invånare är 3 494.